# Kennedale
Kennedale és una població dels Estats Units a l'estat de Texas. Segons el cens del 2000 tenia 5.850 habitants.

## Demografia
Segons el cens del 2000, Kennedale tenia 5.850 habitants, 2.141 habitatges, i 1.616 famílies. La densitat de població era de 374 habitants/km².
Dels 2.141 habitatges en un 40,2% hi vivien nens de menys de 18 anys, en un 58,2% hi vivien parelles casades, en un 12,3% dones solteres, i en un 24,5% no eren unitats familiars. En el 19,2% dels habitatges hi vivien persones soles el 5,1% de les quals corresponia a persones de 65 anys o més que vivien soles. El nombre mitjà de persones vivint en cada habitatge era de 2,71 i el nombre mitjà de persones que vivien en cada família era de 3,11.
Per edats la població es repartia de la següent manera: un 28,6% tenia menys de 18 anys, un 8,7% entre 18 i 24, un 32,5% entre 25 i 44, un 21,5% de 45 a 60 i un 8,7% 65 anys o més.
L'edat mitjana era de 35 anys. Per cada 100 dones de 18 o més anys hi havia 93,2 homes.
La renda mitjana per habitatge era de 49.091$ i la renda mitjana per família de 53.901$. Els homes tenien una renda mitjana de 43.182$ mentre que les dones 25.508$. La renda per capita de la població era de 24.323$. Aproximadament el 4,9% de les famílies i el 6,4% de la població estaven per davall del llindar de pobresa.

## Poblacions més properes
El següent diagrama mostra les poblacions més properes.